# Compagnie pericolose
Compagnie pericolose (Knockaround Guys) è un film del 2001 scritto e diretto da Brian Koppelman e David Levien.

## Trama
Matt Damaret cerca di non seguire la carriera di suo padre Benny Demaret e di suo zio Teddy Deserve, entrambi mafiosi. Ma a causa della stretta parentela con un gangster, nessun colloquio di lavoro va a buon fine. Vista l'impossibilità di allontanarsi dalla malavita, comincia a farne parte. Il suo primo lavoro è una consegna di denaro che Matt affida a Johnny Marbles, ma quest'ultimo all'aeroporto perde l'importante valigia.
Arrivano allora anche Taylor Reese e Chris Scarpa per recuperare il denaro, anche loro amici figli di malavitosi. La valigia passa dalle mani di due giovani addetti allo smistamento bagagli dell'aeroporto allo sceriffo Decker, padre di uno dei due ragazzini, e al suo vice Ward. Il primo si fa ingolosire subito dal denaro mentre il suo vice, capendo che quei soldi non porterebbero altro che problemi, decide immediatamente di non volerne una parte e di lasciare che il suo capo prenda tutto. Quest'ultimo, però, con velate minacce, lo costringe a prendere una parte in modo da assicurarsi che non possa in futuro tradirlo.
Matt spiega allo sceriffo chi sia suo padre e di restituirgli i soldi, ma quest'ultimo reagisce picchiandolo e cacciandolo via. Dopo aver appurato che le minacce di Matt non fossero infondate, Ward avverte Decker che i parenti mafiosi di Matt non staranno fermi senza riprendersi i soldi, ma Decker decide di fare in modo che loro non possano lasciare la città né avvertire i loro parenti facendo bruciare il loro aereo. La situazione degenera ed è necessario l'arrivo dello zio Teddy Deserve per riavere ciò che avevano perso. Matt chiede a Teddy di risparmiare Johnny nonostante l'errore commesso e Teddy assicura che per una volta farà un'eccezione e non lo punirà. Matt dice a Johnny e Chris di andare via, in quanto si occuperanno lui, Teddy e Taylor del resto. I due non vogliono però abbandonare Matt nei guai e decidono di raggiungerlo. Johnny, tuttavia, viene ucciso da Teddy malgrado la promessa fatta a Matt.
Si ritrovano infine nello stesso luogo i due poliziotti, Matt, Taylor e Teddy Deserve con i suoi uomini. In uno stallo alla messicana multiplo muoiono tutti tranne Teddy, Matt e Taylor, anche Chris aiuta i compagni, ma viene ucciso a sangue freddo da Teddy. Matt sta per essere ucciso da Teddy ma Taylor si mette in mezzo buttando a terra Matt e prendendosi il colpo di pistola per salvarlo. Teddy prende i soldi e si appresta ad andarsene, ma Matt gli punta la pistola contro e gli rivela di aver capito perché Teddy abbia ucciso i suoi amici: suo zio per anni aveva rubato soldi a suo padre facendo il doppio gioco e aveva orchestrato tutto per prendersi lui i soldi dando la colpa ad un errore di Matt per poi ucciderlo e andarsene per conto proprio. Teddy non crede che il nipote, che non ha mai fatto del male a nessuno, abbia il coraggio di sparargli, così si volta e se ne va. Prima di uscire dalla porta, però, si volta ed estrae la pistola per ucciderlo, ma Matt stavolta preme il grilletto per primo e lo uccide, vendicando Johnny e Chris. Taylor, per fortuna, è solo ferito e Matt, insieme a lui, torna a casa con il denaro e lo consegna a suo padre, rivelandogli la verità su Teddy.
Il padre lo ringrazia e gli offre di lavorare insieme a lui, Matt, però, gli dice che per quanto un tempo avrebbe voluto soltanto questo, non ha intenzione di accettare la sua offerta perché non è la vita che vuole e non ha intenzione di rovinarsela solo per avere l'approvazione di suo padre. Dice addio a quest'ultimo e alla vita criminale che non fa per lui, partendo insieme a Taylor per costruirsi una nuova vita.

## Distribuzione
Il film è stato presentato in anteprima l'8 settembre 2001 all'Oldenburg International Film Festival nella Germania nordoccidentale, tre giorni prima degli attacchi dell'11 settembre. Le inquadrature delle torri del World Trade Center sono state conservate nel film e non sono mai state tagliate. Il film è uscito in Italia il 30 novembre 2001 e negli Stati Uniti l'11 ottobre 2002.

## Curiosità
Nella pellicola sono presenti vari riferimenti al calcio italiano: una maglietta della Lazio, un cappello della Nazionale di calcio dell'Italia e una bandiera del Foggia Calcio.